# Lemkó nyelv
A lemkó nyelvet a lemkó népcsoport tekinti hagyományosan anyanyelvének. A keleti szláv nyelvek sorába tartozik, bár a legtöbben csak a ruszin nyelv dialektusának tartják (Ukrajnában pedig az ukrán nyelv nyelvjárásának). Amennyiben elfogadott lenne önálló nyelvi mivoltja, úgy a lemkó tekinthető a legnyugatibb keleti szláv nyelvnek. Rajta kívül a vajdasági ruszin vált még önálló normává.

## Leírása
A lemkó nyelv a szomszédos nyelvek és nyelvjárások erős hatása alatt áll, sokan emiatt tekintik önálló nyelvi egységnek, egyfajta átmenetnek a lengyel és szlovák nyelv felé. Beszélői zömmel Szlovákia és Lengyelország területén élnek. Pontos adat a beszélők számáról nincsen, csak azoknak a száma ismert, akiket kulturálisan és identitását tekintve lehet a lemkókhoz kötni.
A lemkóban több nyugati szlávnak tulajdonítható elemet lehet felfedezni, mint a ruszinban, minthogy a lemkót befolyásoló lengyel és a szlovák nyugati szláv nyelvek. A szlovákiai lemkók nyelvjárása dialektuskontinuumot képez a keleti szlovák nyelvjárással. A lemkó irodalmi nyelv alapjának Metodij Trohanovszkij tankönyvét a latin betűkkel írt Bukvar: Persa knyžečka dlja narodnŷch Skol c. könyvet tekintik 1935-ből. Egy évvel később egy másik olvasókönyvet is kiadtak Druha knyžečka dlja narodnŷch Skol. A lengyel kormány 1938-ban mindkettőt betiltotta és számos intézkedést tett még a lemkó kisebbség ellen (1918 és 1920 között Lemkó-Ruszin Köztársaság néven a lemkók próbáltak elszakadni Lengyelországtól, ahol hivatalos nyelv volt a lemkó). Zdzisław Stieber lengyel nyelvész jelentős munkákat végzett a lemkó nyelvjárások dokumentálását illetően a térségben mielőtt megkezdődött volna a nagyarányú kivándorlás a területről.
A kelet-európai rendszerváltások után a szlovákiai lemkók elindították saját nyelvük kodifikálását, ahogyan Kárpátalján is nekiláttak a ruszin nyelv felélesztéséhez. 1995. január 27-én Eperjesen alakították meg ennek szervezetét. A szlovákiai ruszinok más része ruszin irodalmi nyelvet használ.

## Magyarországon
Magyarországon Komlóska településen élnek a nyelvet beszélő lakosok. A lemk(ó) nyelvjárást beszélő lakosság ősei 1720 után érkezhettek az elnéptelenedett faluba. 1773-ban már görög rítusú parókiával rendelkező szláv nyelvű településként szerepelt. Fényes Elek orosz (valójában ruszin) lakosságúnak említi a falut.
Baleczky Emil nyelvész, műfordító volt a komlóskai lemk nyelvjárás kutatója.